# Ľubiša
Ľubiša (em húngaro: Szerelmes) é um município da Eslováquia, situado no distrito de Humenné, na região de Prešov. Tem 10,02 km² de área e sua população em 2018 foi estimada em 810 habitantes.

## Demografia
| Ano:        | 1994 | 2004   | 2014   | 2024   |
| ----------- | ---- | ------ | ------ | ------ |
| Broj ljudi: | 798  | 838    | 812    | 819    |
| Razlika:    |      | +5,01% | -3,10% | +0,86% |

| Ano:               | 2023 | 2024   |
| ------------------ | ---- | ------ |
| Número de pessoas: | 807  | 819    |
| Diferença:         |      | +1,48% |